# VTM
VTM (Vlaamse Televisie Maatschappij) is de grootste commerciële televisiezender van België en is eigendom van mediabedrijf DPG Media. De zender begon op 1 februari 1989 en was daarmee het eerste commerciële televisiestation in Vlaanderen.

## Geschiedenis
De aanloop tot VTM was een lang en moeizaam proces dat in 1981 op gang kwam. Toen wilde de rooms-rode regering van Mark Eyskens immers etherreclame op de publieke omroep BRT, de huidige VRT, invoeren. De uitgevers van dag- en weekbladen verzetten zich daartegen omdat zij een wegzuigingseffect binnen de reclamemarkt voorzagen.
Deze televisiezender is, zoals het kabeldecreet vereist, alleen te zien via de kabeldistributiemaatschappijen, waardoor hij geen etherfrequentie kan krijgen. Sinds maart 2006 is VTM ook via satelliet te bekijken in combinatie met een abonnement op TV Vlaanderen. Het kabeldecreet is er gekomen door de volgehouden inspanning van Patrick Dewael, toenmalig Gemeenschapsminister voor Cultuur in de Vlaamse Executieve. VTM kon er komen doordat televisiereclame mogelijk was, zowel voor de 'landelijke' commerciële televisie als voor de regionale televisiestations.
In 1987 stichtten negen uitgevers, met elk 11,1 % van de aandelen, de nv Vlaamse Televisie Maatschappij (VTM), waarvan Jan Merckx voorzitter van de raad van bestuur werd. In 1988 kreeg deze vennootschap het monopolie voor de oprichting van een commerciële televisiezender in Vlaanderen. De uitgevers hadden weinig of geen kennis van het medium televisie en gingen op zoek naar praktische uitvoerders. Uit de verschillende voorstellen die hen werden voorgelegd kozen ze, vooral onder impuls van Jan Merckx, het voorstel van Guido Depraetere, die hieraan vooraf een uitgebreide studie had gewijd. Hij werd benoemd tot programmadirecteur, met zijn vriend Mike Verdrengh als adjunct-directeur. De eerste uitzending vond plaats op 1 februari 1989. 

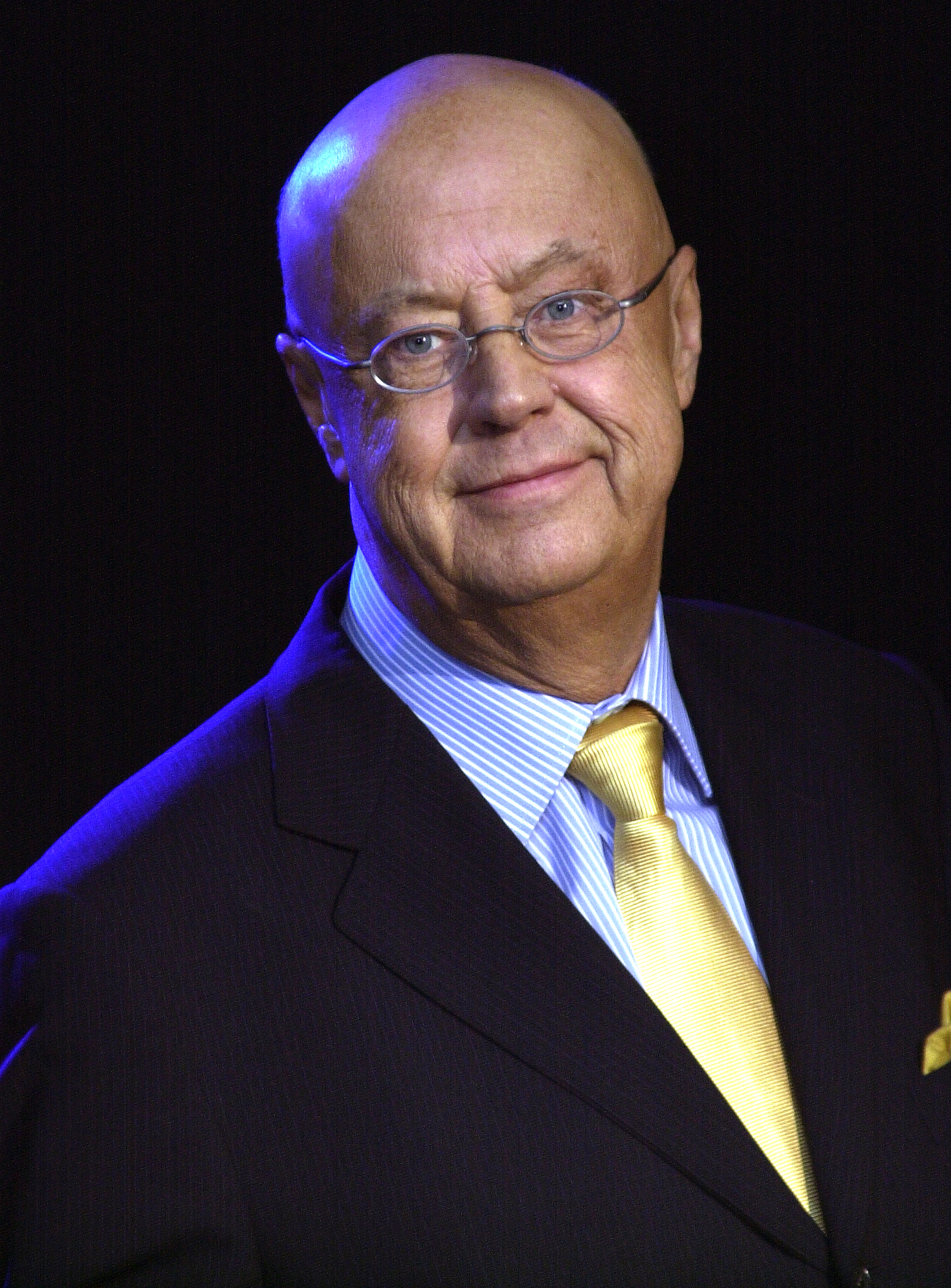
Guido Depraetere, de eerste programmadirecteur

Vanaf de eerste uitzending werd VTM een nadrukkelijk succes.
In 1996 verlieten Depraetere en Verdrengh hun leidende functie bij VTM. Aan de basis van het vertrek lag een meningsverschil met de raad van bestuur over de verdere ontwikkeling van de commerciële zender. Beiden bleven als externe consulenten voor de VTM actief bij de ontwikkeling van programmaformats en de begeleiding van producties en presentatoren.
In de aanvangsperiode en ook later kocht VTM diverse populaire sterren van de BRT/VRT over, onder wie Walter Capiau, de filmcriticus Roland Lommé, Carry Goossens (in 1993), Luc Appermont, Gaston Berghmans & Leo Martin, Bart Peeters (van 1995 tot 1999), Jacques Vermeire (van 1998 tot 2009), Stef Wauters en Rob Vanoudenhoven. Ook op andere vlakken zorgde het station voor concurrentie. Zo begon het VTM-journaal om zeven uur 's avonds, terwijl het BRT-journaal pas om half acht begon en zich verplicht zag zijn journaal eveneens naar zeven uur te verplaatsen. In 1991 zond VTM de eerste Vlaamse soapserie Familie uit, een succes waar de BRT pas in 1995 haar eigen antwoord op verzon: Thuis.
Hoewel er voorwaarden aan de licentie verbonden waren (mede om het reclamemonopolie te kunnen verdedigen, dat nodig geacht werd omdat de markt te klein zou zijn) werd VTM veelal verweten mee aan de basis van de 'verkleutering' van de bevolking te liggen. Er werd dan verwezen naar programma's als Rad van Fortuin, Blind Date, Wedden dat..?, Walters Verjaardagsshow, Bompa, Nonkel Jef, enzovoort. Toch wist VTM ook televisieseries te maken die wel lovende kritieken kregen, zoals Moeder, waarom leven wij?, Ons geluk en De Raf en Ronny Show.

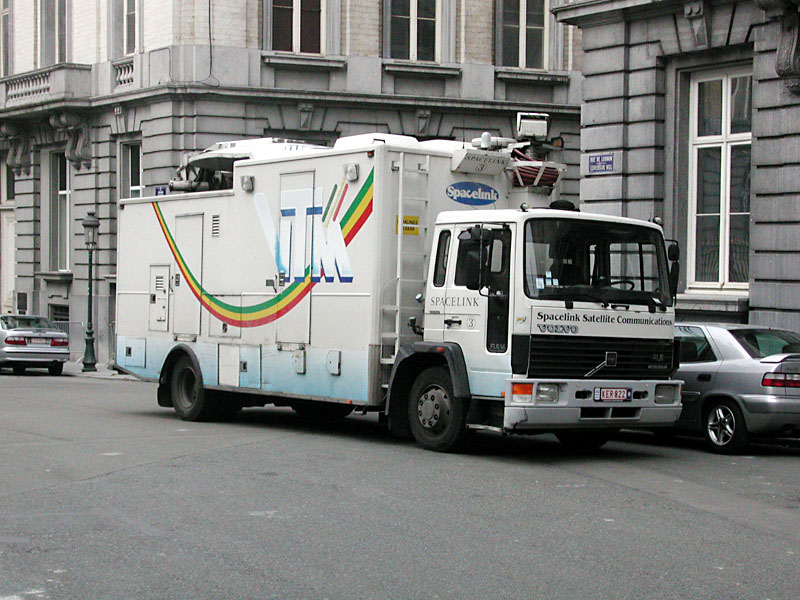
Spacelink-satellietcommunicatievoertuig van VTM, 2001

Op het einde van de jaren 90 daalde het marktaandeel van VTM flink, van 35% tot 20 à 25%, vooral door een vernieuwingsoperatie bij VRT TV1 (nu VRT 1).
In augustus 2003 kreeg VTM twee nieuwe programmadirecteurs: filmregisseur Jan Verheyen en Bert Geenen. Zij moesten het getaande imago van VTM oppoetsen en de zender fris en modern laten ogen, onder meer door het logo met de drie verticale strepen te vervangen door een witte "vtm" met een oranje achtergrond. De afkorting werd weergegeven in kleine letters als "vtm", in plaats van "VTM" in hoofdletters. De schrijfwijze van de naam wijzigde echter niet. In januari 2005 nam Jan Verheyen reeds ontslag als programmadirecteur, naar eigen zeggen "omdat zijn taak volbracht was".

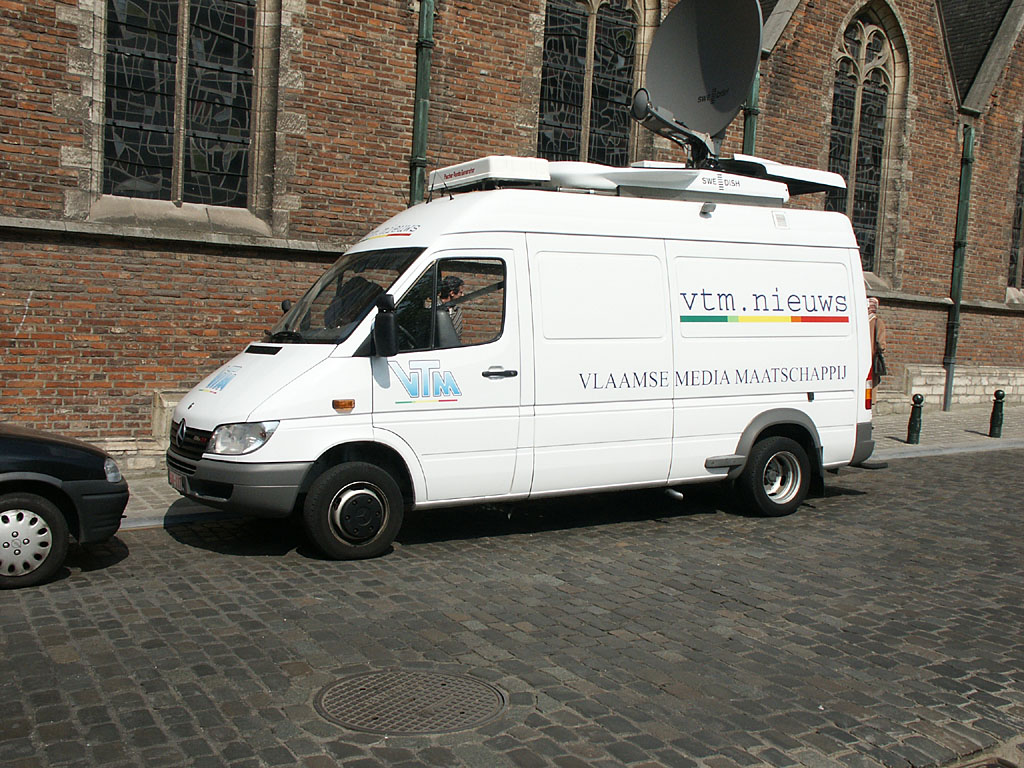
Mercedes-Benz Sprinter van Het Nieuws, Brussel, 2004

In juni 2005 ontstond de nieuwe functie van algemeen directeur programmatie van heel de VMMa (dat tegenwoordig Medialaan heet), waarvoor Jan Segers de bevoegdheid kreeg. Hij was tot dan creatief directeur van het productiehuis Eyeworks, de huisleverancier van VTM. Bert Geenen bleef antennemanager voor VTM. Jan Segers kreeg de eindverantwoordelijkheid over alle televisieprogramma's, met uitzondering van de informatieprogramma's die onder de bevoegdheid van Eric Goens, de directeur Informatie, vielen.
In augustus 2006 stapte Bert Geenen op om programmadirecteur te worden van Talpa Service III, de holdingmaatschappij van onder meer 4FM. In hetzelfde jaar startte VTM met een proefproject rond digitale televisie. De zender VTMzomer zond van 20 juni tot 22 september uit op Proximus TV. Rond de kerstperiode van 2006 pakte VTM opnieuw uit met een digitaal kanaal: VTMkerst, ditmaal via Telenet Digital TV. VTMkerst had ook een primeur: de kijkers konden er in première de Vlaamse fictiereeks De Kavijaks zien, een van de duurste series ooit gemaakt, met onder anderen Jan Decleir en twee van zijn kinderen in de hoofdrollen. Er bestond in december grote commotie doordat deze serie eerst op de Nederlandse openbare omroep te zien was.
Verder had VTM digitale plannen rond een volwaardige nieuwszender, gepland voor het najaar van 2007. De werktitel van deze nieuwszender was 24/7. Echter, die zender liep vertraging op en is er tot op heden nog steeds niet gekomen. In september 2007 lanceerde VTM een jeugdjournaal onder de naam Zoom. Hiervoor ontving de zender subsidies van de overheid. Eind december 2007 zette VTM haar omroepsters aan de deur. Zij pasten niet meer in de stijl van het vernieuwde VTM, dat toen nog moest komen. Anne De Baetzelier had al enkele weken voor het nieuws bekend werd gemaakt het omroepen vaarwel gezegd, Erika Van Tielen verhuisde naar Studio Brussel, Elke Vanelderen en Tess Goossens bleven bij VTM.
Op 29 februari 2008 werd VTM drastisch vernieuwd, met onder meer een nieuw logo. Ook Het Nieuws werd in een nieuw kleedje gestoken. Programma's als Sara en Mijn Restaurant scoorden goed bij het publiek. Intussen kreeg VTM het verwijt dat ze te veel reality produceerden, ten koste van fictieprojecten. Daarom werd besloten om een vijftal nieuwe series op te nemen: Jes, De Rodenburgs, Code 37, Dag & Nacht: Hotel Eburon en Dope. De eerste vier series verschenen in het seizoen 2009/2010 op het scherm, van Dope werd alleen een pilootaflevering uitgezonden.
In 2012 werd VTM weer vernieuwd. Het kreeg opnieuw een ander logo met de slogan "je beleeft het hier". De zender kreeg een jingle die op regelmatige basis (vaak op een verschillende melodie of wijze) wordt afgespeeld. Op 18 februari 2013 werd ook Het Nieuws in een nieuw kleedje gestoken: het logo en de studio veranderden, en de naam werd gewijzigd naar VTM Nieuws.
In de zomer van 2014 vierde VTM haar 25ste verjaardag. Zo haalde VTM Familieraad terug van onder het stof en liet het boegbeelden van voormalige VTM-programma's aantreden als kandidaten. Tevens werd 10 om te zien van onder het stof gehaald. Het programma werd deels opgevuld door imitatoren uit Tegen de Sterren op, waardoor het programma Tien Om Tegen De Sterren Op Te Zien werd genoemd. Op 11 augustus 2014 werd het programma opgenomen in Blankenberge en op 20 augustus in Nieuwpoort. In Nieuwpoort werd 25 jaar VTM afgesloten met een licht- en klankspel, met naar schatting 16.000 toeschouwers.
Op 1 februari 2019 vierde de zender haar 30e verjaardag met een grootse show vol met gezichten uit de afgelopen 30 jaar. Die show werd door ruim 1,3 miljoen mensen bekeken. Daarnaast plaatsten ze afleveringen van 30 bekende programma's, die in de afgelopen 30 jaar te zien waren, op hun website.
Sinds 3 februari 2020 zendt VTM Nieuws uit vanuit een studio van het moederbedrijf in de stad Antwerpen.
Op 10 augustus 2020 maakte DPG Media bekend dat Q2, Vitaya en CAZ vanaf 31 augustus 2020 vervangen worden door respectievelijk VTM 2, VTM 3 en VTM 4. Samen met VTM krijgen de vier zenders de oude slogan "VTM kleurt je dag".
Op 6 november 2020 keken 2.110.316 mensen naar de finale van het eerste seizoen van The Masked Singer. Dat is het best bekeken programma ooit in de geschiedenis van de zender. Daarmee verbreekt het programma het record van Wedden dat..?, dat in 1989 bijna 2,1 miljoen mensen naar de zender lokte.

## Ontvangst
VTM is analoog te ontvangen via het kabelnetwerk van Telenet. Digitaal is VTM in SD- en HD-kwaliteit te ontvangen bij Telenet Digital TV, Proximus TV, Orange TV, TV Vlaanderen, Telesat, Scarlet, Voo en JOYNE. Online is de zender te bekijken via TV Overal (Proximus), Telenet TV en VTM GO.

## Presentatoren

### Huidige presentatoren
- Luk Alloo
- Ruth Beeckmans
- Aaron Blommaert
- Freek Braeckman
- Maarten Breckx
- Julie Colpaert
- Mathias Coppens
- Staf Coppens
- Karen Damen
- Axel Daeseleire
- Anne De Baetzelier
- Jonas Decleer
- David Dehenauw
- Jens Dendoncker
- Bockie De Repper
- Jan Dewijngaert
- Frank Duboccage
- Vincent Fierens
- Sergio Herman
- Birgit Herteleer
- Piet Huysentruyt
- Frances Lefebure
- An Lemmens
- Nathalie Meskens
- Cathérine Moerkerke
- Aster Nzeyimana
- Faroek Özgünes
- Andy Peelman
- Jill Peeters
- Kürt Rogiers
- Lieven Scheire
- Ingeborg Sergeant
- Willy Sommers
- Mathieu Terryn
- Dina Tersago
- Laura Tesoro
- Lies Vandenberghe
- Julie Van den Steen
- Jonas Van Geel
- Birgit Van Mol
- Stijn Vlaeminck
- Koen Wauters
- Stef Wauters

### Voormalige presentatoren
Een (onvolledig) overzicht:
- Albert Verdeyen
- Amaryllis Temmerman
- Anke Buckinx
- Anneke De Keersmaeker
- Guido Depraetere
- Bart Kaëll
- Bart Raes
- Bart Van den Bossche
- Bea Van der Maat
- Birgit Herteleer
- Bram Van Deputte
- Brigitte Balfoort
- Catherine Van Eylen
- Chris Van den Durpel
- Christophe Lambrecht
- Daisy Van Cauwenbergh
- Danny Huwé
- Dany Verstraeten
- Davy Parmentier
- Désiré Naessens
- Dirk Abrams
- Eddy Allcock
- Eddy De Mey
- Eline De Munck
- Elke Pattyn
- Elke Vanelderen
- Els de Schepper
- Els Tibau
- Erik Goossens
- Erika Van Tielen
- Eva Clockaerts
- Evi Hanssen
- Francesca Vanthielen
- Frank Dingenen
- Gert Verhulst
- Gerty Christoffels
- Gloria Monserez
- Guga Baúl
- Guido Depraetere
- Hanne Troonbeeckx
- Hans Otten
- Ilse De Meulemeester
- Ingrid De Putter
- Jackie Dewaele
- Jacques Vermeire
- Jan Theys
- Jelle Cleymans
- Jeroen Meus
- Jeroen Wils
- Jo De Clercq
- Jo De Poorter
- Johan Terryn
- Jos Ghysen
- Kathy Pauwels
- Katja Retsin
- Koen De Bouw
- Kris Borgraeve
- Kris Wauters
- Kristl Strubbe
- Loïc Van Impe
- Louis van Dievel
- Luc Appermont
- Luc Bellings
- Luc Bouvin
- Lynn Pelgroms
- Lynn Wesenbeek
- Marc Dupain
- Mark Demesmaeker
- Marleen Vanhecke
- Marlène de Wouters
- Matthijs van Nieuwkerk
- Maxime De Winne
- Mike Verdrengh
- Mimi Smith
- Nadine De Sloovere
- Niko Lainé
- Niels Destadsbader
- Olivier Van Raemdonck
- Pascale Naessens
- Paul de Leeuw
- Paul Jambers
- Peter Morren
- Rani De Coninck
- Rob Vanoudenhoven
- Roland Lommé
- Sam De Bruyn
- Sandra Bekkari
- Sean Dhondt
- Sieg De Doncker
- Sofie Dumont
- Stefaan Van Loock
- Stéphane Buyens
- Stéphanie Meire
- Suzy Hendrickx
- Tess Goossens
- Thomas Van Hemeledonck
- Tim Verheyden
- Tine Embrechts
- Tine Van den Brande
- Yasmine
- Walter Capiau
- Walter Grootaers
- Wies Andersen
- Wout Bru

### Omroepers/omroepsters
- Marlène de Wouters d'Oplinter (1989-2001)
- Lynn Wesenbeek (1989-2001)
- Anne De Baetzelier (1989-2007, 2019)
- Daisy Van Cauwenbergh (1990-2003)
- Francesca Vanthielen (1994-2004)
- Pascale Naessens (1994-2006)
- Ilse De Meulemeester (1997-2004)
- Els Tibau (1997-2007)
- Hanne Troonbeeckx (2003-2004)
- Elke Vanelderen (2003-2008)
- Tess Goossens (2004-2008)
- Erika Van Tielen (2007-2008)
- Nathalie Meskens (2019)
- Ruth Beeckmans (2019)
- Niels Destadsbader (2019)

| Omroepers                     | 1989 | 1990 | 1991 | 1992 | 1993 | 1994 | 1995 | 1996 | 1997 | 1998 | 1999 | 2000 | 2001 | 2002 | 2003 | 2004 | 2005 | 2006 | 2007 | 2008 | 2019 |
| ----------------------------- | ---- | ---- | ---- | ---- | ---- | ---- | ---- | ---- | ---- | ---- | ---- | ---- | ---- | ---- | ---- | ---- | ---- | ---- | ---- | ---- | ---- |
| Marlène de Wouters d'Oplinter |      |      |      |      |      |      |      |      |      |      |      |      |      |      |      |      |      |      |      |      |      |
| Lynn Wesenbeek                |      |      |      |      |      |      |      |      |      |      |      |      |      |      |      |      |      |      |      |      |      |
| Anne De Baetzelier            |      |      |      |      |      |      |      |      |      |      |      |      |      |      |      |      |      |      |      |      |      |
| Daisy Van Cauwenbergh         |      |      |      |      |      |      |      |      |      |      |      |      |      |      |      |      |      |      |      |      |      |
| Francesca Vanthielen          |      |      |      |      |      |      |      |      |      |      |      |      |      |      |      |      |      |      |      |      |      |
| Pascale Naessens              |      |      |      |      |      |      |      |      |      |      |      |      |      |      |      |      |      |      |      |      |      |
| Ilse De Meulemeester          |      |      |      |      |      |      |      |      |      |      |      |      |      |      |      |      |      |      |      |      |      |
| Els Tibau                     |      |      |      |      |      |      |      |      |      |      |      |      |      |      |      |      |      |      |      |      |      |
| Hanne Troonbeeckx             |      |      |      |      |      |      |      |      |      |      |      |      |      |      |      |      |      |      |      |      |      |
| Elke Vanelderen               |      |      |      |      |      |      |      |      |      |      |      |      |      |      |      |      |      |      |      |      |      |
| Tess Goossens                 |      |      |      |      |      |      |      |      |      |      |      |      |      |      |      |      |      |      |      |      |      |
| Erika Van Tielen              |      |      |      |      |      |      |      |      |      |      |      |      |      |      |      |      |      |      |      |      |      |
| Nathalie Meskens              |      |      |      |      |      |      |      |      |      |      |      |      |      |      |      |      |      |      |      |      |      |
| Ruth Beeckmans                |      |      |      |      |      |      |      |      |      |      |      |      |      |      |      |      |      |      |      |      |      |
| Niels Destadsbader            |      |      |      |      |      |      |      |      |      |      |      |      |      |      |      |      |      |      |      |      |      |

## Televisieprogramma's
Een selectie van producties:
Reality & entertainment
- Klasgenoten
- HT&D
- Belgium's Got Talent
- Blind Getrouwd
- Dat belooft voor later
- Helden van Hier: De Mug
- Liefde voor Muziek
- Make Belgium Great Again
- The Voice Kids
- The Voice Senior
- The Voice van Vlaanderen
- Wetsdokters
- Mijn Keuken Mijn Restaurant
- LEGO Masters

- De 25
- Hoe zal ik het zeggen?
- Beste Kijkers
- Groeten uit...
- Code van Coppens
- Beat VTM
- Goed Verlof
- The Masked Singer
- BV Darts
- Game of Talents
- Snackmasters
- Latem Leven
- Jacques en Urbain op Wereldtournee

Soap & drama
- De Buurtpolitie
- Familie
- De Luizenmoeder
- Spitsbroers
- De Kotmadam
- Lisa

Nieuws & actualiteit
- Faroek
- Het Weer
- Telefacts
- VTM Nieuws
- Helden van Hier: Corona
- Blijf In Uw Kot
- Alloo bij ...
- Alloo in de Nacht
- Onderzoeksrechters

## TamTam
TamTam was een programmablok met kinderprogramma's dat door VTM van 2000 tot begin 2008 iedere ochtend werd uitgezonden. Bekende programma's waren onder andere De Wereld van K3, Kabouter Plop en Schuif Af. Op 1 oktober 2009 startte VTM met een aparte kinderzender.

## Kerstparade
VTM organiseerde jaarlijks rond de kerstperiode een VTM-kerstparade in de Vlaamse provincies. Deze vertrok telkens om 17.00 uur in het stadscentrum van onder andere Gent, Brugge, Blankenberge, Antwerpen, Ninove, Genk, Ieper en Sint-Truiden. De parade lokte jaarlijks veel kijkers mede doordat de VTM-gezichten deelnamen aan de parade. Ook waren er praalwagens die volledig verlicht waren en onder andere thema's van Nijntje, TamTam, Kabouter Plop en de grote praalwagen met de rendieren en de slee bevatten. In 2007 vond de parade voor het eerst ook in Nederland plaats op 22 december in Almere. De Nederlandse commerciële omroep SBS6 en de gemeente Almere tekenden voor de organisatie. De parade trok rond de 100.000 toeschouwers. In 2009 kwam de kerstparade naar Waregem en Leuven. Sinds de kerstperiode van 2012 worden de kerstparades niet langer door VTM georganiseerd.
De wagens op de parades waren verder ook vaak gewijd aan bekende programma's, zoals De Pfaffs en Familie.

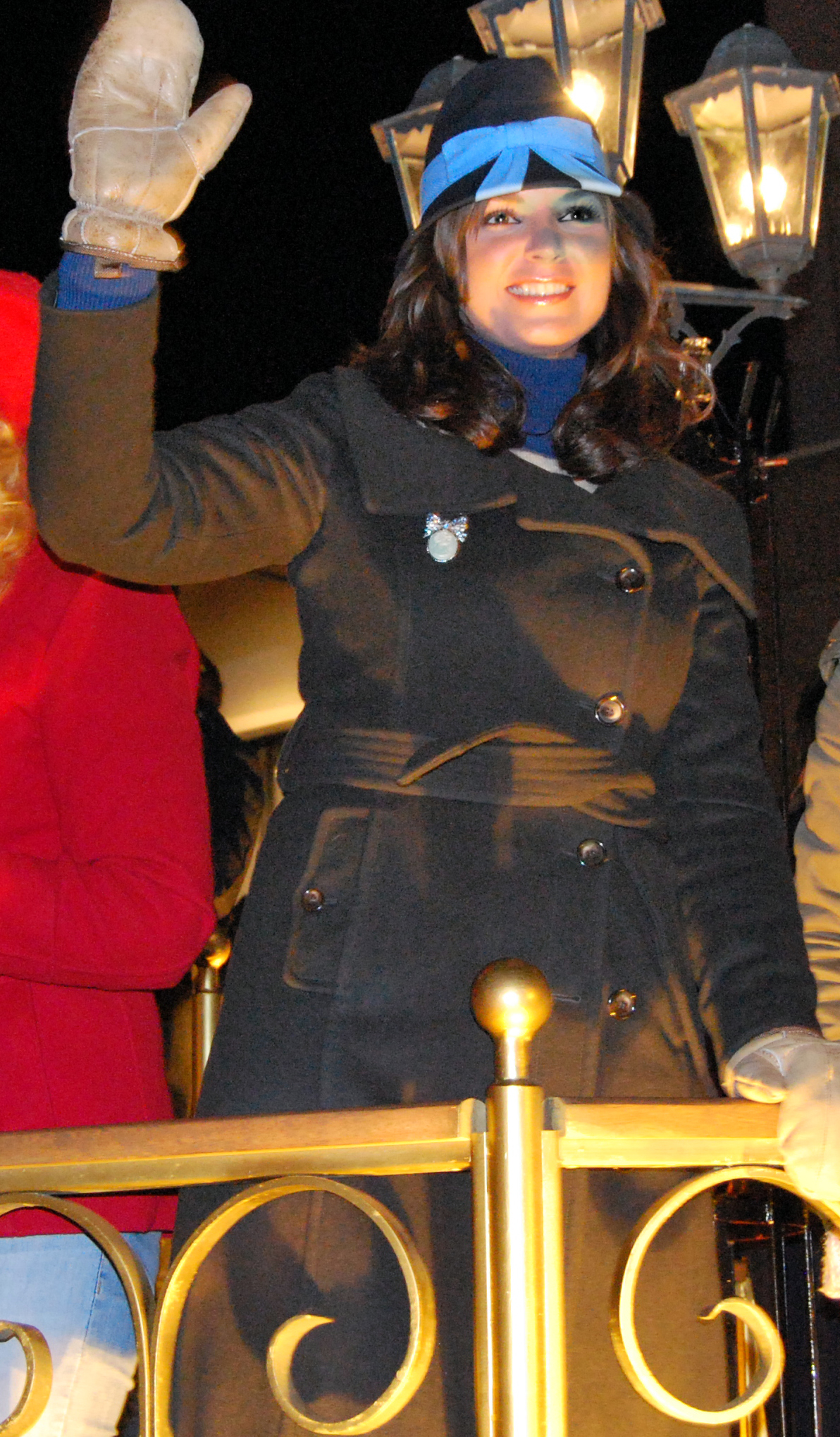
Presentatrice Tess Goossens op de Kerstparade in Genk (2008)

| Jaar | Datum       | Stad                 |
| ---- | ----------- | -------------------- |
| 2002 | 21 december | Gent                 |
|      | december    | Roeselare            |
|      | december    | Hasselt              |
|      | 28 december | Antwerpen            |
| 2003 | 20 december | Gent                 |
|      | 21 december | Roeselare            |
|      | 22 december | Hasselt              |
|      | 27 december | Antwerpen            |
| 2004 | 26 december | Gent                 |
|      | 27 december | Genk                 |
|      | 28 december | Leuven               |
|      | 29 december | Brugge               |
| 2005 | 26 december | Blankenberge         |
|      | 27 december | Gent                 |
|      | 28 december | Sint-Truiden         |
|      | 29 december | Antwerpen            |
| 2006 | 26 december | Blankenberge         |
|      | 27 december | Lier                 |
|      | 28 december | Lommel               |
|      | 29 december | Gent                 |
| 2007 | 22 december | SBS6, Almere         |
|      | 26 december | Ieper                |
|      | 27 december | Ninove               |
|      | 28 december | Antwerpen            |
|      | 29 december | Sint-Truiden         |
| 2008 | 21 december | SBS6, Eindhoven      |
|      | 22 december | SBS6, Groningen      |
|      | 23 december | SBS6, Almere         |
|      | 27 december | Blankenberge         |
|      | 28 december | Genk                 |
| 2009 | 21 december | SBS6, Sittard-Geleen |
|      | 22 december | SBS6, Beverwijk      |
|      | 28 december | Leuven               |
|      | 29 december | Waregem              |
| 2010 | 21 december | SBS6, Enschede       |
|      | 27 december | Tongeren             |
|      | 28 december | Blankenberge         |
| 2011 | 27 december | Sint-Niklaas         |
|      | 28 december | Vilvoorde            |